# El niño Jesús no odia a los mariquitas
El niño Jesús no odia a los mariquitas es un álbum de ilustración y coloreado en español en formato historieta, publicado en 2024 por la editorial Fandogamia. El título está orientado a lectores mayores de edad, y su contenido es clasificado como satírico.

## Producción
La obra fue producida por el artista y autor de cómics Don Julio, nombre artístico de Julio A. Serrano, en una colaboración con la editorial española de historietas Fandogamia, tras el éxito de su anterior título, Ser fascista está mal. El álbum fue presentado en el Salón Internacional del Cómic de Barcelona en mayo de 2024.

## Contenido
El contenido de la publicación satírica destinado a adultos repasa varios aspectos de la historia LGBT+ y su relación con los históricos intentos de reprimir la diversidad sexo-genérica, centrado de forma particular en la religión. Además, se divide en pasatiempos, donde se pueden realizar diversas actividades a imitación de los libros interactivos para niños.
Para el autor, la obra busca, en sus palabras: 

(...) hablar sobre el problema de la homofobia en todo el mundo, y exponer los típicos argumentos que usan algunas personas para atacar al colectivo LGTBI para desmontar en dos o tres frases esos mismos argumentos.
(...) Los textos vienen acompañados de imágenes ridículas para hacer más evidente lo precisamente ridículo que es ser homófobo en el siglo XXI. Y recibí asesoramiento de diversas personas del colectivo para asegurarnos de que lo que contamos representa bien el problema. Y parece que hemos dado con la tecla, porque mira la que se ha armado. Porque no, el niño Jesús no odia a los mariquitas, pero muchísima gente de este país, sí.

## Recepción
La obra se vio envuelta en una fuerte polémica al poco tiempo de su publicación, después de un vídeo difundido por redes sociales por Fernando Iglesias, trabajador de la Librería Baroja de Pontevedra, donde comenta con estupor el contenido de la obra. Esto provocó una gran controversia en redes sociales, y dos días después, la editorial Fandogamia solicitó correcciones a las distribuidoras implicadas, incluyendo Dilve y Cegal. Esta situación fue explotada por el programa de televisión Espejo Público, que compró ejemplares y difundió la noticia como si el libro estuviera dirigido a un público infantil, a pesar de que previamente habían consultado a la editorial, la cual por medio de un comunicado aclaró que la obra era una sátira para adultos y que el rótulo por edad era el resultado de un error clasificatorio ajeno a ella. A pesar de este manejo informativo, la atención mediática resultó en un aumento significativo de las ventas.
El 15 de mayo Zona Negativa aborda la controversia alrededor del cuaderno, señalando que se ha lanzado una campaña de acoso contra el libro, criticando a aquellos que se ofenden, sugiriendo que están ignorando el mensaje de amor y tolerancia fundamental en la religión que alegan defender. Además, acusa a los críticos de mostrar una doble moral, defendiendo la libertad y el humor solo cuando coinciden con su visión; y sitúa esta controversia en un contexto más amplio de retroceso en los derechos de las minorías, impulsado por el auge de la extrema derecha y la complicidad de sectores moderados.
El 16 de mayo, Abogados Cristianos, una polémica organización conocida por la defensa de los sentimientos religiosos, anunció mediante redes sociales que interpondría una querella contra la editorial y el autor de la obra. Dos días después, Mariló Montero publicó un artículo de opinión en el Diario de Sevilla sobre la obra. En su artículo acusó a la editorial de promover el acoso sexual a menores, reclamó el derecho de los niños a crecer en un entorno libre de perversiones y acusó a las personas implicadas en la obra de estar ideologizadas. Finalmente concluye afirmando que Jesucristo no odia a los homosexuales, pero si la «perversión infantil» de los editores.
Según declaraciones de Polonia Castellanos, presidenta de la fundación de Abogados Cristianos, preguntada sobre la polémica en torno a la confusión de la edad recomendada, respondió: «Ni para mayores de tres ni de 18 se pueden difundir esos contenidos. ¡Hay un dibujo donde se sodomiza a un bebé!» en referencia a la actividad 6 del libro, página que varias cuentas publicaron en diversas redes sociales suscitando reacciones internacionales, entre ellas la de Elon Musk en X, que escribió el 18 de mayo «This is demented» (en inglés: Esto es demencial).

### Respuesta editorial y resolución judicial
Pedro F. Medina, editor de Fandogamia, indicó el 10 de mayo a través de redes sociales que la obra se trataba de un título satírico para mayores de 18 años, y que la polémica había surgido a través de la descripción del título en el sitio de ventas online Amazon, que indicaba que era apto para lectores de a partir de 6 años, dato erróneo que no estaba incluido en la descripción aportada por la editorial.
El medio Maldita.es, dedicado al fact checking, clasificó la noticia como un bulo. El medio afirma además que la editorial Fandogamia y el autor del libro, aclararon que la descripción con la edad mínima de 6 años no es oficial. Fandogamia afirmó que su ficha de distribución no incluye este dato y que el libro está destinado a adultos. El autor también expresó desconocimiento sobre quién incluyó esa edad en la descripción de Amazon. Por su parte, Amazon retiró la disponibilidad del cuaderno a fecha de 14 de mayo de 2024, y comunicó a Maldita.es que tienen directrices de contenido estrictas para los libros que se ponen a la venta y que investigan cualquier libro que genere dudas.
En noviembre de 2024 el juzgado de Primera Instancia e Instrucción número 2 de Quart de Poblet archivó la causa interpuesta por la Fundación Abogados Cristianos, y consideró el sobreseimiento porque la editorial demostró que la publicación no se trata de un libro infantil pese a su apariencia, y apeló a la libertad de expresión e ideológica garantizada en la Constitución española.
En febrero de 2025 la Audiencia Provincial de Valencia desestimó el recurso de apelación presentado por Abogados Cristianos, condenándoles expresamente al pago de costas, exonerando a Fandogamia Editorial y al autor Don Julio de causa penal.